# Reinbern

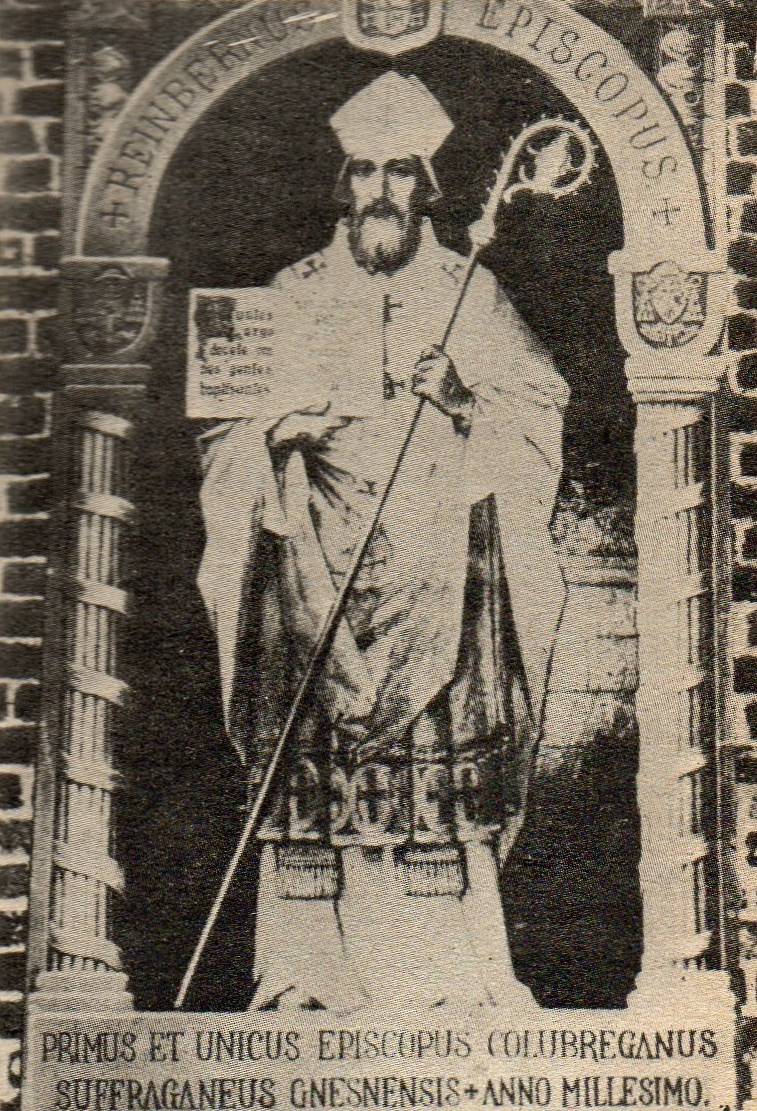
Reinbern, „erster und einziger Bischof von Kolberg, Suffragan von Gnesen im Jahre 1000“. Gemalt von Jan Molga.

Reinbern († 1013–1015 in Kiew) wurde im Jahre 1000 der erste Bischof in Pommern.

## Herkunft
Die einzige Überlieferung zu Reinbern ist in der zeitgenössischen Chronik des Thietmar von Merseburg (975–1018) enthalten.
Reinbern stammte aus dem Hassegau, der sich als südöstlicher Ausläufer des Herzogtums Sachsen zwischen Thüringen und die Mark Meißen schob. Er wurde in den Wissenschaften ausgebildet, möglicherweise in der Magdeburger Domschule.

## Bistum Kolberg
Im Jahr 1000 wird Reinbern als Bischof von Kolberg genannt und durch Kaiser Otto III. dem neu gegründeten Erzbistum Gnesen unterstellt. Offenbar wurde Reinberns Bistum gleichzeitig neu geschaffen. Die Gründung des Bistums geschah im Rahmen des so genannten Aktes von Gnesen. Für die Chronisten Adam von Bremen und Gallus Anonymus, die Jahrzehnte später erstmals die Bomeranen/Pomoranen erwähnten, war dies offensichtlich eine Sammelbezeichnung für die zwischen dem piastischen Stammland und der Ostseeküste wohnenden Heiden. Mit dem Akt von Gnesen habe Thietmar von Merseburg zufolge Kaiser Otto III. den polnischen Herrscher Boleslaw I. vom Tributpflichtigen zum Herren erhoben. Der polnischen Kirchenprovinz Gnesen, die die Unabhängigkeit unterstrich, ein Bistum für das Gebiet an der Ostseeküste zu unterstellen, unterstützte den polnischen Herrschaftsanspruch auf dieses Gebiet.
Reinbern war somit der erste Bischof für Gebiete, die später als Pommern bezeichnet werden sollten. Da die Bewohner noch Heiden waren, hatte Reinbern die Aufgabe eines Missionsbischofs. Thietmar berichtet, dass es Reinbern gelungen sei, „unter einem sehr unwissenden Volke“ den christlichen Glauben „zum Keimen“ zu bringen. Hierzu zerstörte Reinbern – wohl unter dem Schutz Boleslaws – heidnische Heiligtümer. Ferner wird ihm die Reinigung der Ostsee von Dämonen zugeschrieben, indem er vier mit Heiligem Öl gesalbte Steine hineingeworfen und Weihwasser hineingesprengt haben soll.
Als es den Pomoranen um Kolberg gelang, die Oberherrschaft des polnischen Herzogs Boleslaw I. wieder abzuschütteln, musste auch Reinbern das Küstengebiet verlassen. Der Zeitpunkt ist unbekannt, aber wohl zwischen 1007 und 1013 anzusetzen. Damit endete das Bistum Kolberg wieder.

## Diplomatische Mission
Reinbern wurde von Herzog Boleslaw I. alsdann im Jahre 1013 zu einer diplomatischen Mission eingesetzt. Als Boleslaw seine namentlich nicht bekannte Tochter mit dem Großfürsten Swjatopolk, einem Sohn des Großfürsten Wladimir I. von Kiew, verheirateten wollte, begleitete Reinbern die Braut nach Kiew. Zwar wurde die Ehe geschlossen, anschließend kam es aber zu Verwicklungen: Swjatopolk geriet in Konflikt mit seinem Vater Wladimir. Daraufhin ließ Wladimir den Swjatopolk, dessen neue Ehefrau und Reinbern verhaften. Reinbern starb in dieser Gefangenschaft. Das genaue Todesjahr ist unbekannt; vermutlich starb er zwischen 1013 und 1015.

## Würdigung
Mit der Mission der heidnischen Pommern hatte Reinbern keinen oder jedenfalls keinen nachhaltigen Erfolg. Pommern blieb ganz überwiegend heidnisch, bis Otto von Bamberg durch zwei Missionsreisen 1124 und 1128 das Christentum in Pommern einführte. Reinbern wurde in Pommern vergessen.
Aus moderner katholischer Sicht sah Helmut Holzapfel bei Reinbern ein „heiligmäßiges Leben“ und einen Tod, „den man in gewissem Sinne sicher als Martyrium ansehen kann“.
Das 1972 neu errichtete polnische katholische Bistum Koszalin-Kołobrzeg möchte an die Tradition von Reinberns Bistum anknüpfen.

### Sekundärliteratur
in der Reihenfolge des Erscheinens
- Peter Friedrich Kanngießer: Geschichte von Pommern bis auf das Jahr 1129. Band 1: Bekehrungsgeschichte der Pommern zum Christenthume, Greifswald 1824,  S. 297 ff.
- Jürgen Petersohn: Der Akt von Gnesen im Jahre 1000 und die Errichtung des Bistums Salz-Kolberg. Zur historischen Substanz eines Jubiläums. In: Baltische Studien. Band 87 N.F., 2001, ISSN 0067-3099, S. 24–35.
- Martin Wehrmann: Geschichte von Pommern. 2. Auflage. Bd. 1. Friedrich Andreas Perthes, Gotha 1919. Nachdruck: Weltbild Verlag, Augsburg 1992, ISBN 3-89350-112-6, S. 51.
- Helmut Holzapfel: Reinbern Pommerns erster Bischof. Kommissionsverlag Echter, Würzburg 1975, ISBN 3-429-00427-6.

| Personendaten    | Personendaten               |
| ---------------- | --------------------------- |
| NAME             | Reinbern                    |
| KURZBESCHREIBUNG | Bischof des Bistums Kolberg |
| GEBURTSDATUM     | 10. Jahrhundert             |
| STERBEDATUM      | zwischen 1013 und 1015      |